# Indigofera dolichochaete
Indigofera dolichochaete är en ärtväxtart som beskrevs av William Grant Craib. Indigofera dolichochaete ingår i släktet indigosläktet, och familjen ärtväxter. Inga underarter finns listade i Catalogue of Life.